# Црква Св. Николе у Доњем Драговљу
Црква Св. Николе налази се у области Заплања у месту Доње Драговље. На основу одлуке о проглашењу за културно добро СО Гаџин Хан 1980. године, додаје се на списак Завода за заштиту споменика културе у Нишу и заведена је као непокретно културно добро: споменик културе.

## Архитектура
Настала је у 17. веку и конструисана је у виду једнобродне грађевине са осмостраном апсидом споља и припратом на западној страни. Западни зид наоса је срушен и од њега су остали само у траговима наспрамни пиластри који су лучно повезани. Засведена је полуобличастим сводом ослоњеним на прислоњене лукове и прекривена је кровом на две воде, док је полукалота апсиде покривена каменим плочама. Поткровље чине профилисани камени блокови који леже на дворедном венцу од „на зуб“ поређаних опека. На западној фасади изнад улаза налазе се две нише.
Велики део живописа из 17. века, прекривен је кречним малтером који је послужио као подлога за поновно осликавање темпером и уљем, док је над једним делом живописа обављен ретуш. То се догодило 1868. године, што је назначено изнад улазних врата. Од старог сликарства препознају се стојеће фигуре Св. Саве, Св. Зосима који причешћује Марију Египатску, затим свети ратници, надвишени медаљонима са попсјима светитеља. На северном пиластру је занимљив натпис који се чита усправно, док се на источном зиду цркве налази Богородица шира од небеса, Причешће апостола и Поклоњење Христу Агнецу. Живопис је рађен крупним замасима четкице. Сликарство цркве Св. Николе се својим ликовним карактеристикама издваја од уобичајеног начина сликања прве половине 17. века.
Конзерваторске интервенције радиле су се од 1976. године.